# Tricentra allotmeta
Tricentra allotmeta är en fjärilsart som beskrevs av Louis Beethoven Prout 1917. Tricentra allotmeta ingår i släktet Tricentra och familjen mätare. Inga underarter finns listade i Catalogue of Life.